# Kepolydesmus insulanus
Kepolydesmus insulanus är en mångfotingart som beskrevs av Chamberlin 1910. Kepolydesmus insulanus ingår i släktet Kepolydesmus och familjen Nearctodesmidae. Inga underarter finns listade i Catalogue of Life.